# M'Batto
M'Batto è una città, sottoprefettura e comune della Costa d'Avorio, situata nella regione di Moronou. È capoluogo dell'omonimo dipartimento e conta una popolazione di 51 007 abitanti (censimento 2014).